# La Cecilia
La Cecilia és una pel·lícula francesa-italiana de Jean-Louis Comolli, estrenada el 1976.
La pel·lícula està inspirada en la història d'una colònia anarquista italiana, la Colônia Cecília, al Brasil a la dècada de 1890.

## Argument
A finals del s.XIX, anarquistes italians, deu homes, una dona, llibertaris, col·lectivistes, van emigrar al Brasil per fundar-hi una comunitat sense líder, sense jerarquia, sense patró, sense policia, però no sense conflicte, ni passió.

## Repartiment
- Maria Carta
- Massimo Foschi
- Vittorio Mezzogiorno
- Mario Bussolino
- Bruno Cattaneo
- Piero Di Sorio
- Beppe Lo Parco
- Giancarlo Pannese
- Briagio Pelligra
- Giuliano Petrelli
- Gabriele Tozzi
- Francesca Libertucci
- Adriana Bruno
- Renato Pereira
- Vinicio Pereira

## Crítiques
| «                                                     | En primer lloc, La Cecilia (per a mi) és una pel·lícula sobre la migració. En el pas d'un país a un altre, d'una cultura a una altra, d'una llengua, d'una societat, a una altra llengua, una altra societat. També sobre el pas d'un tipus de lluita a un altre, d'un tipus de marginalitat a un altre. | » |
| — Jean-Louis Comolli, Cahiers du cinéma, janvier 1976 | |   |

| «                                               | La Cécilia : a finals del s. XIX, anarquistes italians, deu homes, una dona, llibertaris, col·lectivistes, van emigrar al Brasil per fundar una comunitat sense líder, sense jerarquia, sense cap, sense policia, però no sense conflicte, ni passió. Aquesta utopia d'ahir planteja algunes de les qüestions candents d'avui: la d'una organització no repressiva, la de la circulació del coneixement i el poder, la de l'alliberament de la dona i la lluita contra la família. Els únics somnis interessants són els que posen en crisi el vell món i, en el mateix somiador, el vell. La utilitat de les utopies es mesura per la resistència que troben. | » |
| — Jean-Louis Comolli, Cinéma[s] de France, 2008 | |   |